# Іваній Володимир Степанович
Володимир Степанович Іваній (нар. 24 вересня 1947, с. Виноградне, УРСР — 9 серпня 2020) — український вчений в галузі фізики. Заслужений працівник освіти України (2002).

## Життєпис
В. С. Іваній народився 24 вересня 1947 року в селі Виноградне Березівського району Одеської області.
В 1970 році з акінчив фізико-математичний факультет Одеського державного педагогічного інституту ім. К. Д. Ушинського, у 1973 році — аспірантуру.
У 1975 році захистив дисертацію на здобуття наукового ступеня кандидата фізико-математичних наук, присвячену розвитку методів дослідження структури металевих матеріалів. У 1995 році присвоєно вчене звання професора.
З 1973 року працював викладачем, з 1977 року — доцентом кафедри фізики Сумського педагогічного інституту. У 1986-1996 роках був першим проректором, а в 1996–2005 роках — ректором Сумського державного педагогічного університету ім. А. С. Макаренка.
З 2005 року обіймає посаду завідувача кафедри фізики.

## Наукова діяльність
Автор понад 130 наукових праць, у тому числі двох підручників з фізики для вищої школи. Значна частина наукових праць присвячена методиці викладання фізики у ВНЗ, стану та шляхам розвитку вищої освіти на Сумщині.

#### Праці
- Ефект Компотна у курсі фізик ВНЗ/ В. Іваній, І. Мороз, Р. Холодов.// Наукові записки Кіровоградського державного педагогічного університету ім. В. Вінниченка. Серія: Педагогічні науки. — 2010. — № 90. — С. 189—192.
- Спеціальна теорія відносності: навчальний посібник/ В. С. Іваній, І. О. Мороз, Р. І.ю Холодов. — Суми: МакДен, 2011. — 336 с.
- Педагогічні основи гуманізації фізичної освіти в умовах нанотехнологічного розвитку суспільства/ В. С. Іваній, І. О. Мороз.// Педагогічні науки: теорія¸ історія, інноваційні технології. — 2015. — № 8 (52). — С. 48 — 54. http://repository.sspu.sumy.ua/bitstream/123456789/1658/1/48-54.pdf [Архівовано 28 квітня 2018 у Wayback Machine.]
- Система формування професійної компетентності майбутнього вчителя фізики/ В. С. Іваній, І. О. Мороз, Ю. А. Ткаченко.//Збірник наукових праць Кам'янець-Подільського національного університету ім.. І. Огієнка. Серія: Педагогіка. — 2018. — № 22. — С. 80 — 83. http://journals.uran.ua/index.php/2307-4507/article/viewFile/94592/90231
- Сучасні тенденції в системі підготовки вчителя фізики/ В. С. Іваній, І. О. Мороз.// Теоретико-методичні засади сучасної фізики та нанотехнологій у загальноосвітніх та вищих навчальних закладах: Матеріали ІІІ Всеукраїнської науково-методичної конференції. — Суми, 2017. — С. 28 — 29.

## Нагороди
- Медаль А. С. Макаренка;
- Заслужений працівник освіти України (2002);
- Почесна грамота Верховної Ради України.